# 1930年香港

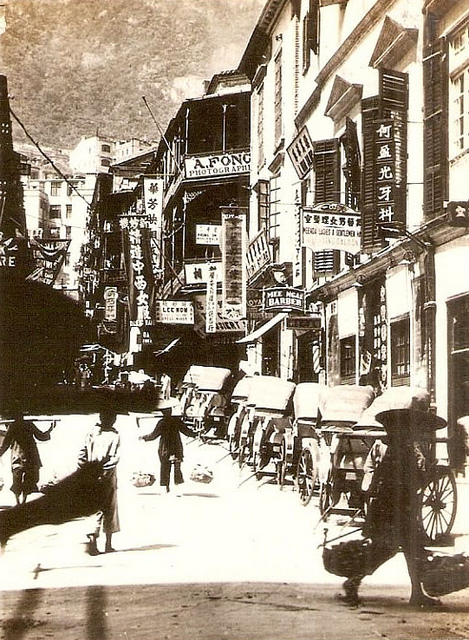
20世纪30年代的香港。

|        | 香港歷史 \| 香港歷史年表                                                                                                   |
| 世紀： | 19世紀香港 \| 20世紀香港 \| 21世紀香港                                                                                     |
| 年代： | 1900年代香港 \| 1910年代香港 \| 1920年代香港 \| 1930年代香港 \| 1940年代香港 \| 1950年代香港 \| 1960年代香港               |
| 年份： | 1926年香港 \| 1927年香港 \| 1928年香港 \| 1929年香港 \| 1930年香港 \| 1931年香港 \| 1932年香港 \| 1933年香港 \| 1934年香港 |
| 紀年： | 庚午年（马年）、香港開埠89周年                                                                                             |

## 大事记
- 本年政府財政收入為2,782萬港元，支出2,812萬[1]。
- 總人口為849,751名[1]。
- 美國友邦銀行在香港設立分行，經營人壽保險業務[2]:3755。
- 香港電話公司採用新式電話自動接線機，用戶也改用帶有號碼之撥盤機[2]:3755。

### 1月
- 香港保護兒童會成立[2]:3525。
- 1月23日——廣東省政府主席陳銘樞訪港[3]。

### 2月
- 2月1日——金文泰調任新加坡總督，輔政司修頓署理港督。

### 3月
- 3月12日——士美菲路紙料店大火，3人死亡[4]。
- 3月13日——渡海大水管正式啟用，九龍水塘用水開始輸至香港[2]:3554。
- 3月30日——香港幣制審查委員會成立[2]:3563。

### 4月
- 4月25日——赤柱聖士提反書院新校舍建成開幕。

### 5月
- 5月6日——香港體育界為即將赴日本參加第九屆遠東運動會之游泳選手餞行，5月11日領隊莊成宗、黃家駿率游泳選手離開香港往上海集中[2]:3586。今屆中華民國首次派出女泳手參賽, 兩名代表陳玉輝和朱教新,都是香港的女泳將。
- 5月9日——貝璐爵士抵達香港，就職第18任港督[5]
- 5月24日——中環皇后大道中鴻德銀號發生嚴重劫殺案，造成5死2傷[6]。
- 5月31日——香港飛行會開幕。

### 6月
- 6月7日——兩間華資銀行發生擠提[1]。
- 6月19日——香港立法局通過增徵煙草稅[2]:3613；立法局通過撥款61萬4千元興建城門水塘[1]。

### 7月
- 7月3日——工商銀行受到外資銀行的排斥打擊，加上經營滙兌業務失敗，被迫停業倒閉[1]。
- 7月25日——灣仔告士打道夢鄉舞院外一輛汽車輾斃一人[7]。
- 7月27日——消防隊目毛炳在消防總局門外消防車跳下時滑倒撞在車輪下，肺部愛傷過重而亡[7]。

### 10月
- 10月14日——南華會女泳將楊秀瓊以破紀錄成績,32分39秒,奪得全港公開渡海泳冠軍。是首位華人在此泳賽以紀錄成績奪冠。亞軍為中華體育會的陳玉輝[8]。

### 11月
- 11月15日——香港《工商晚報》創刊[2]:3720。
- 11月19日——澳督巴波沙伉儷訪問香港。

### 12月
- 中環域多利監獄發生囚犯騷亂[1]。
- 12月8日——香港萬國寶通銀行因傳聞紐約總行倒閉發生擠兌風潮，12月9日美國駐港總領事布告辟謠，12月10日香港各報刊登美國領事通告，稱紐約該行係美國大銀行，實力雄厚，倒閉一說純屬無稽之談，擠兌風潮平息[2]:3738。
- 12月20日——香港、廣州首次飛機通航[2]:3748。